# جون سينغلتون كوبلي

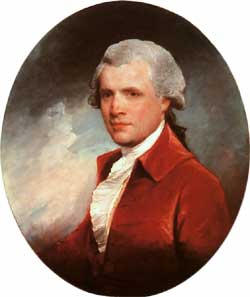
كوبلي بريشة غيلبرت ستيوارت

جون سينغلتون كوبلي (بالإنجليزية: John Singleton Copley)‏ (1737 – 1815)، هو رسام تاريخي إنكليزي. ولد لأبوين أيرلنديين في بوسطن ماساتشوستس في 3 يوليو 1737. وكان قد تعلم بنفسه، ويحتمل أنه تلقى بعض التدريب من زوج أمه بيتر بيلهام الذي مات عام 1757. وبدأ بمزاولة مهنته كرسام تصويري في مدينته الأم، والتي كانت وقتها بلدة قروية حيث كان الفن مجهولا وكان التدريب الفني غير متوفر. بدأ كوبلي الشاب في عمر مبكرة برسم الأشكال والوجوه الجميلة، فاضطر لاستخراج ما أمكنه من مواد. شكلت موهبته ظاهرة في بوسطن الاستعمارية، واشتهر سريعا ب رسم الأشكال واكتسب شهرة محلية برسم صور شخصيات العائلات القيادية في المدينة، وتشهد عليه كل المجموعات البارزة في المدينة.
وكانت بذرة شهرته في إنكلترا هي صورة صغيرة تدعى «الفتى والسنجاب»، وكان قد أرسلها هناك إلى بنجامين ويست دون اسمه أو عنوانه، وهي تصور أخ الفنان غير الشقيق هنري بيلهام. وعرضت بوساطة من ويست في جمعية الفنون في سومرست هاوس عام 1760. وتعرف ويست على أصلها الأمريكي حيث صنع إطارها من الصنوبر الأمريكي، أما نسبتها لكوبلي فلم تتضح إلا بعد وقت طويل بعد أن وصلت رسالة الرد إلى إنكلترا. في عام 1767 انتخب كوبلي زميلا في جمعة الفنانين في بريطانيا العظمى بتوصية من ويست. واصل كوبلي مراسلة معجبيه في إنجلترا، في عام 1774 ذهب إلى إنجلترا ثم إلى روما ليدرس فن الأساتذة القدامى، وأتى مجددا إلى إنكلترا في السنة التالية واستقر في لندن وتبعته زوجته. تلقى الرعاية من الأمراء والنبلاء وارتفع سهمه. وفي عام 1777 أدخل كشريك في الأكاديمية الملكية للفنون ثم عضوا كاملا بعد سنتين، وفي عام 1783 نصب كأكاديمي في المعرض الذي احتوى أشهر لوحاته، «موت تشاتهام»؛ وكان قد أرسل نسخة من اللوحة إلى جورج واشنطن وجون آدامز، وكتب عنها واشنطن: «ما يبعث على الإجلال في نظري أن أتذكر أن أمريكا انجبت الفنان المشهور الذي رسمها»، وقال آدامز: «سأحتفظ بنسختي كدليل على عربون صداقتك وكدليل ثابت على العبقرية الأمريكية». ورغم أنه كان رساما تصويريا فقد تم تفويضه لرسم لوحات تاريخية، وفي عام 1790 تم تفويضه ليرسم لوحة الدفاع عن جبل طارق. وكذلك نذكر أيضا لوحة «موت الرائد بيرسون» في المتحف الوطني. من بين أعماله التاريخية «عرض التاج للايدي جين غري» (1808)، «الملك تشارلز يوقع أمر إعدام ستافورد»، «اغتيال باكينغهام»، «معركة بوين»، «الملك تشارلز يخاطب مواطني لندن»، «هروب الملك من هامبتون كورت». ومن بين أهم لوحاته التصويرية «بنات جورج الثالث» (قصر باكينغهام)، «صورة العائلة» (تشارلز أموري، بوسطن)، فارس الصليب الأخرم (1788، س ج دكستر، بوسطن)، «السيدة ديربي في سانت سيسيليا» (و. أبلتون، بوسطن)، «السيدة د د روجرز» (1789، ه ب روجرز، بوسطن). تظهر مقدرة كوبلي جلية في لوحاته، وأغلبها جمعها ابنه اللورد لينهيرست، لكنها تشتت عند بيعها عام 1864.
في عام 1769 تزوج سوزانا ابنة ريتشارد كلارك الذي ينحدر من ماري تشيلتون التي أتت على متن ماي فلاور. أمضى السنوات الأولى من زواجه في بيت منعزل في بوسطن، وأنجب أربعة أبناء منهم اللورد المستشار ليندهرست.

## أعمال مهمة

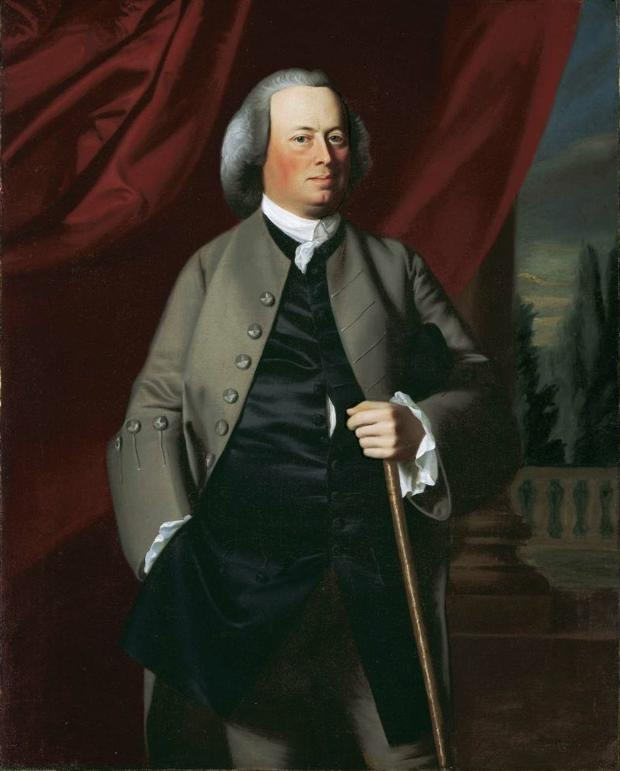
جيمس وارن (1763)
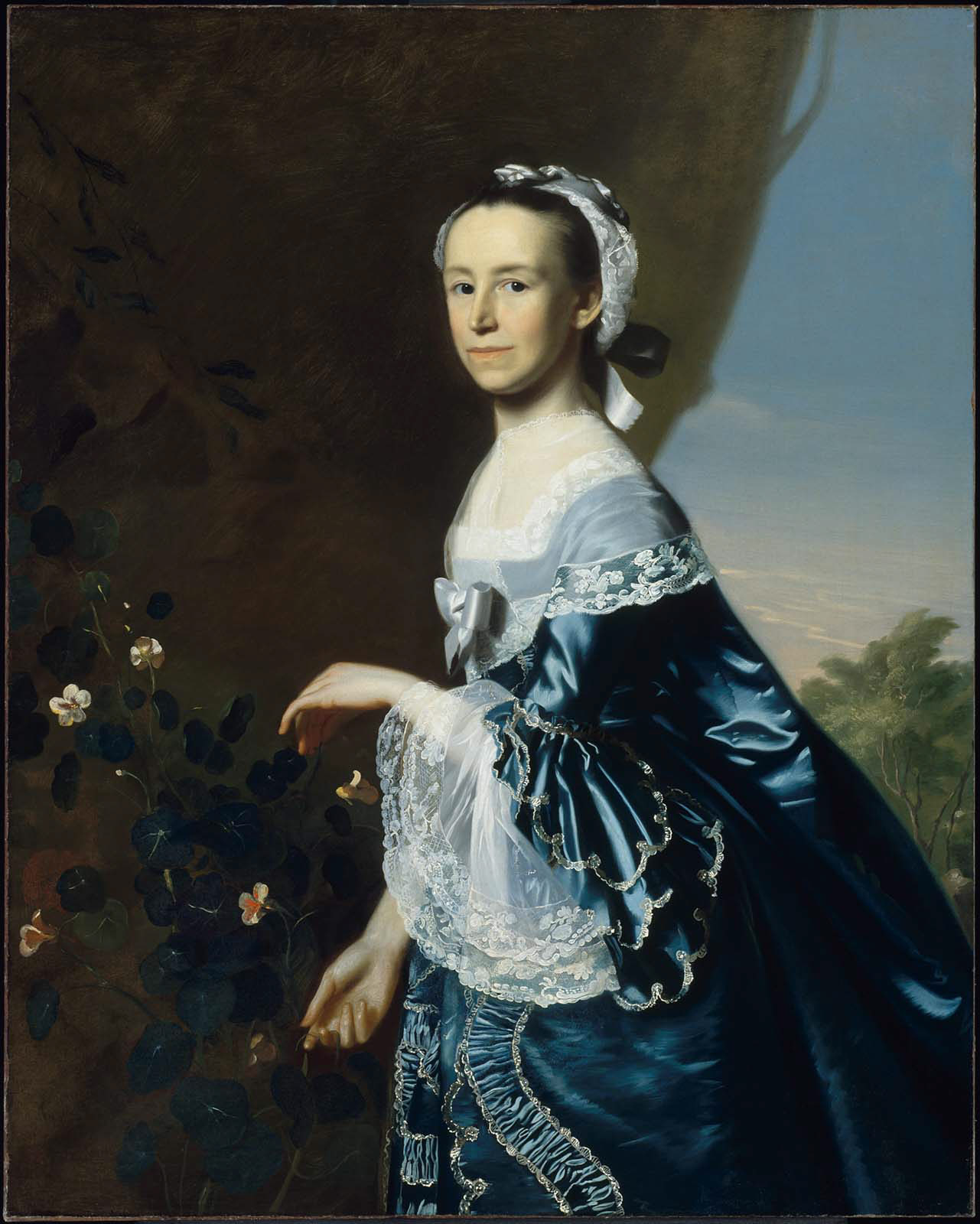
مرسي أوتيس وارن (1763)
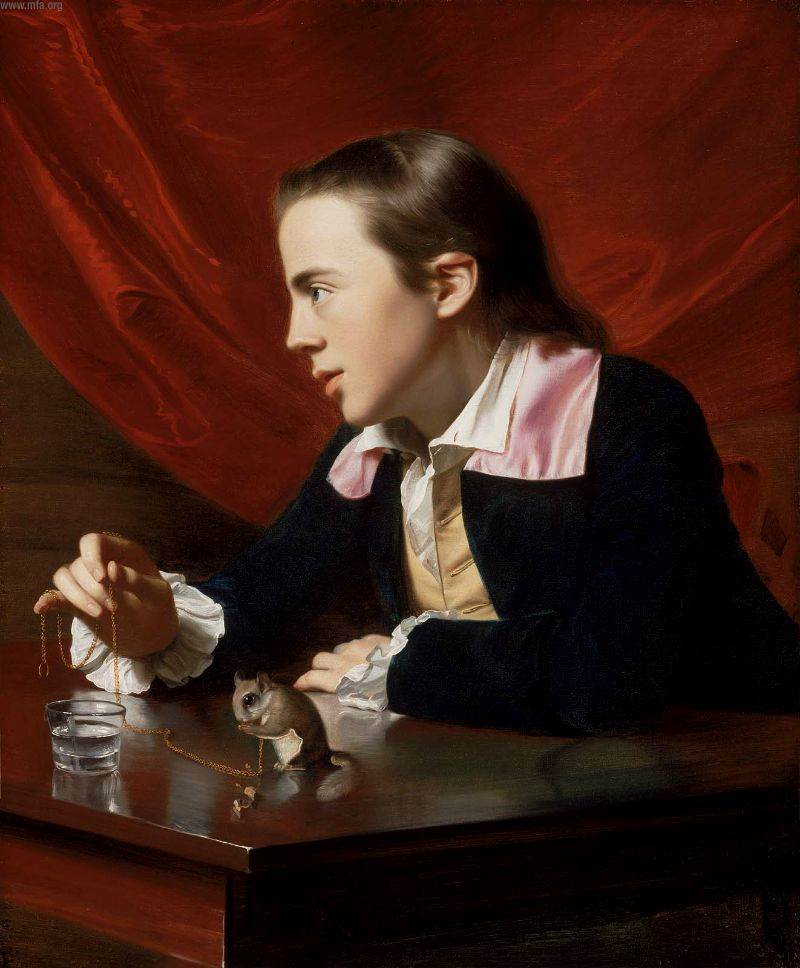
الفتى والسنجاب {هنري بيلهام} (1765)
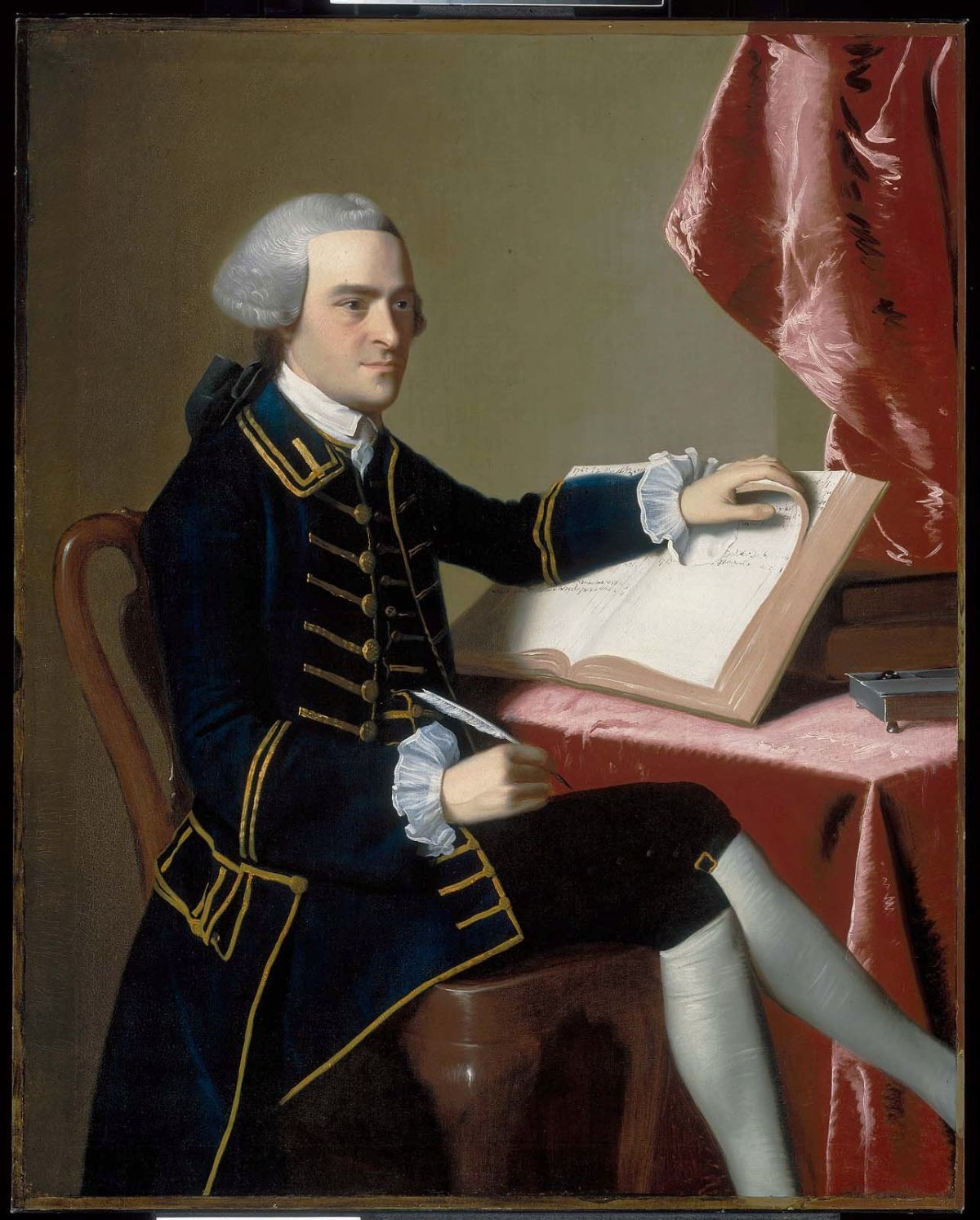
جون هانكوك 1765
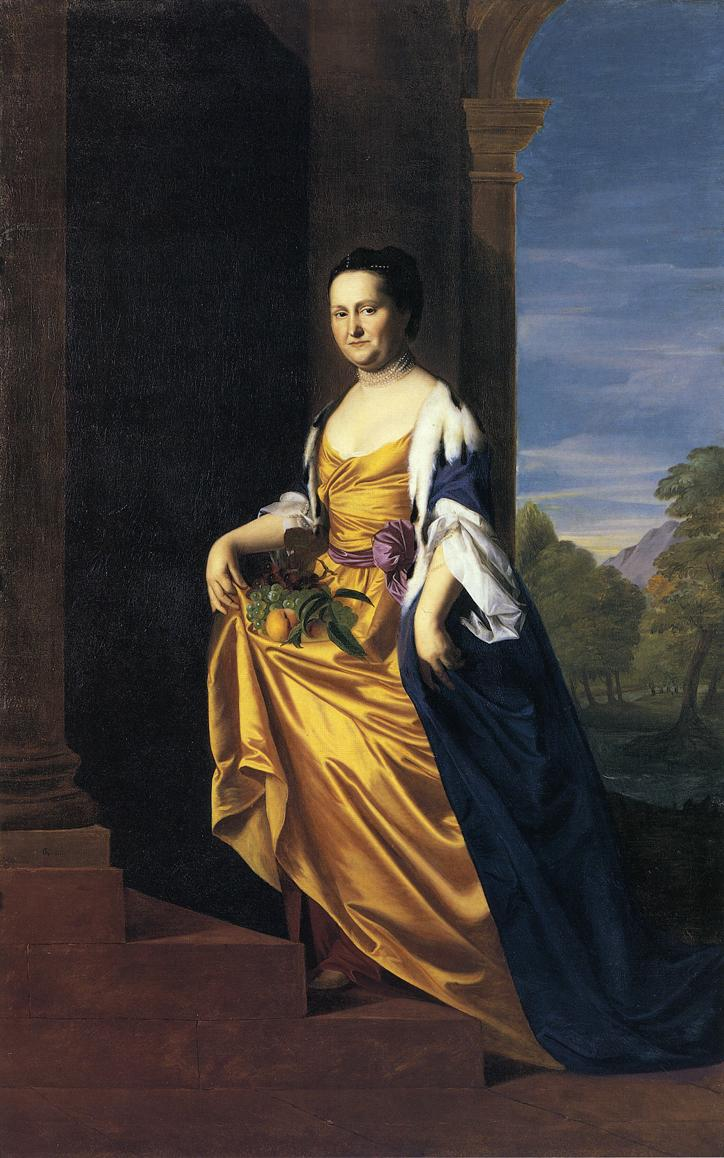
السيدة جيرمايا لي (c. 1769)
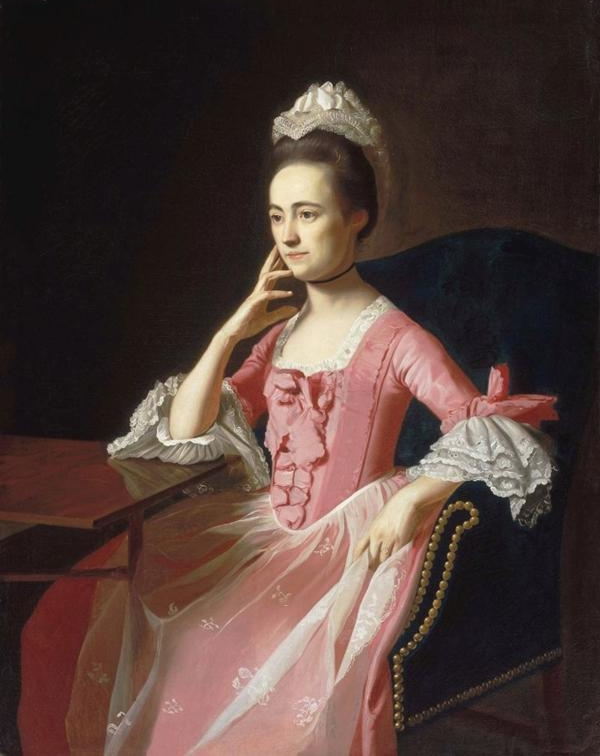
دوروثي كويني هانكوك (1772)
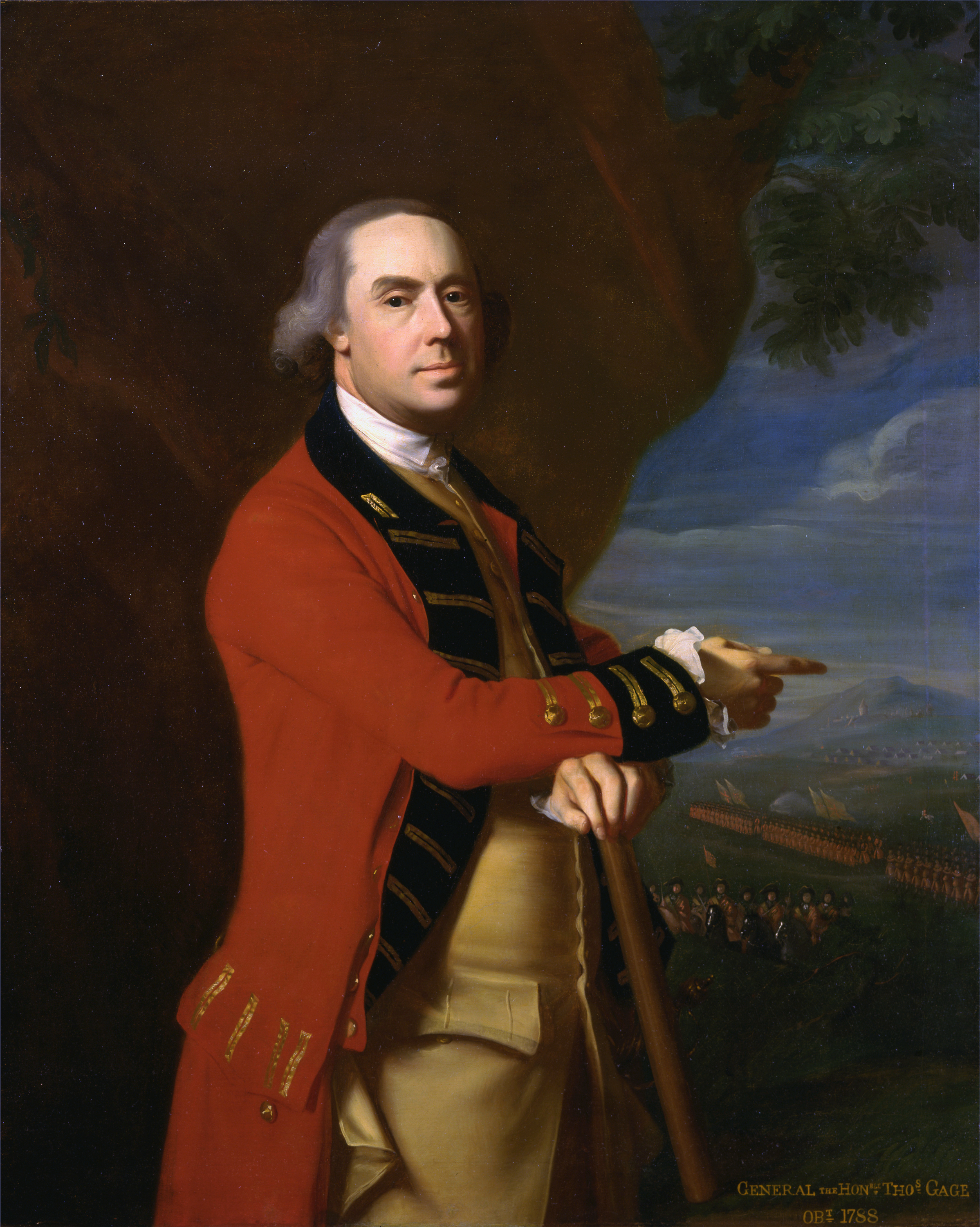
توماس غيج (1768)
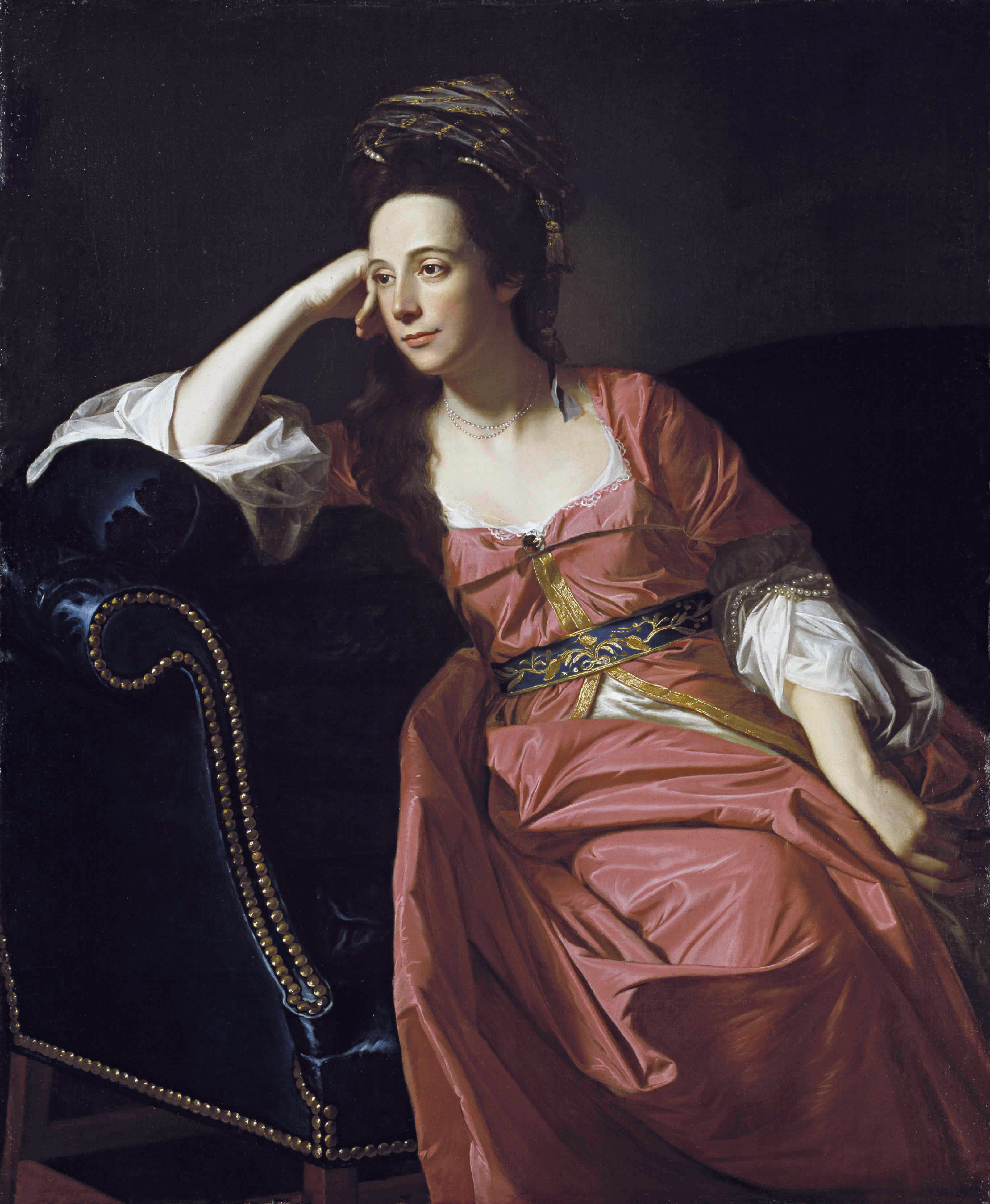
صورة مارغرت كيمبل غيج (c. 1771)
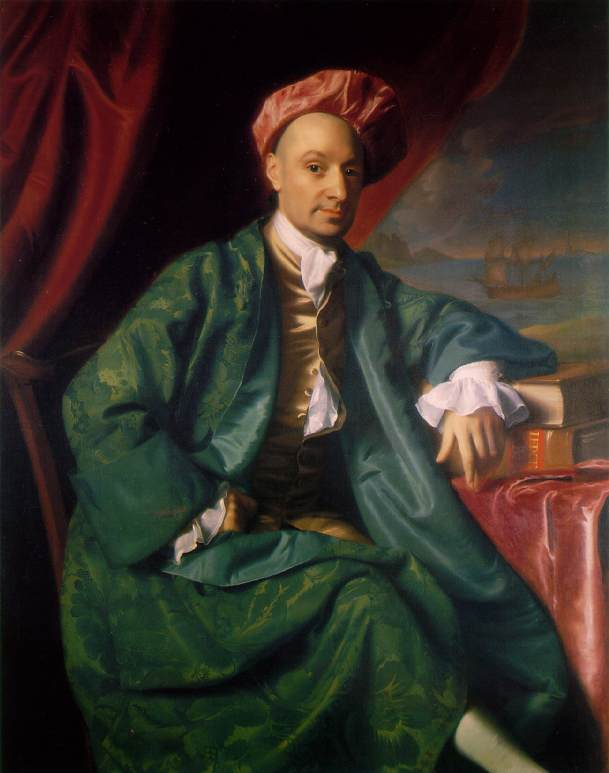
نيكولاس ببويلستون (1767)
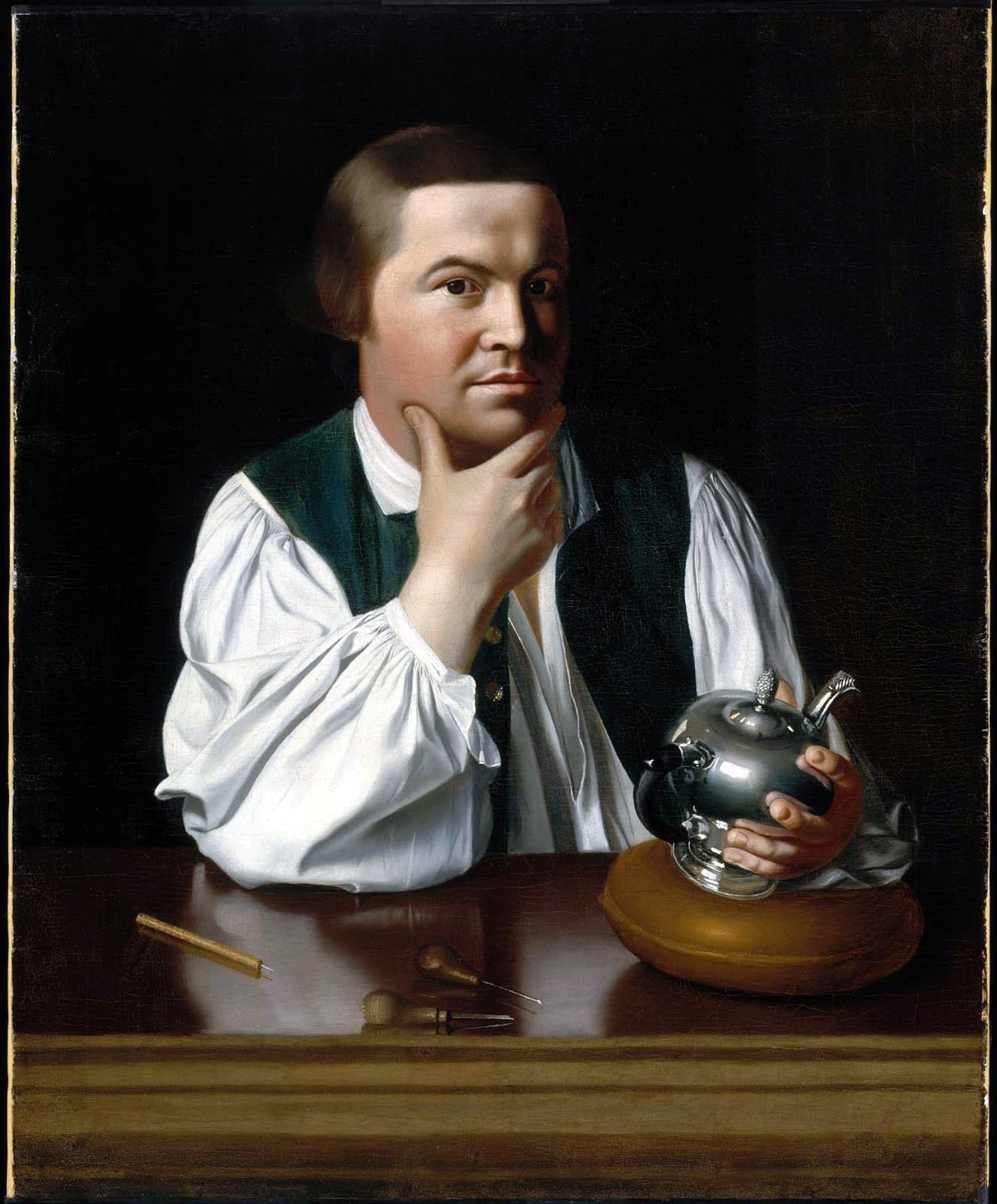
بول ريفير (1770)
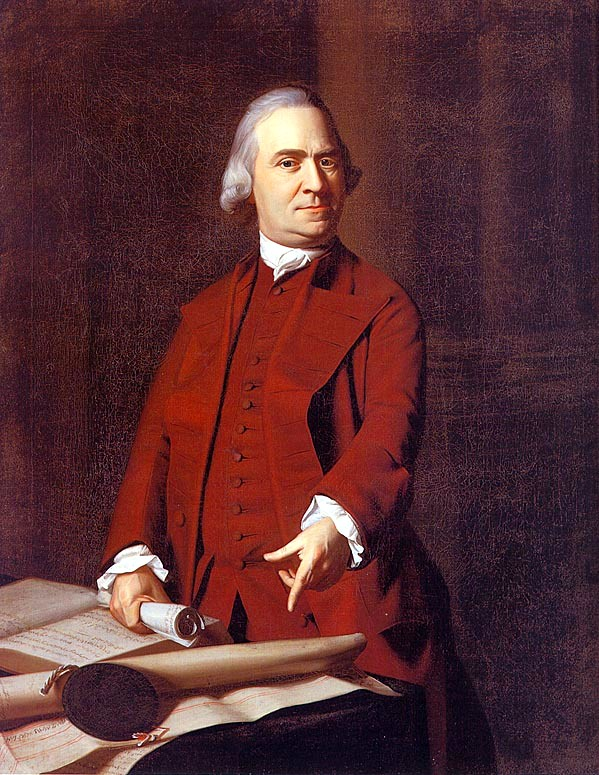
صامويل آدمز (1772)
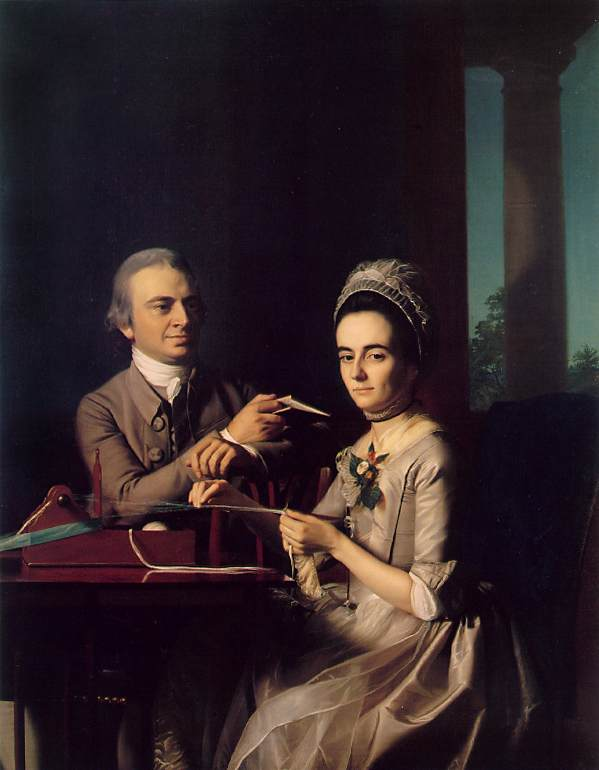
السيد والسيدة توماس ميفلين (سارا موريس) (1773)
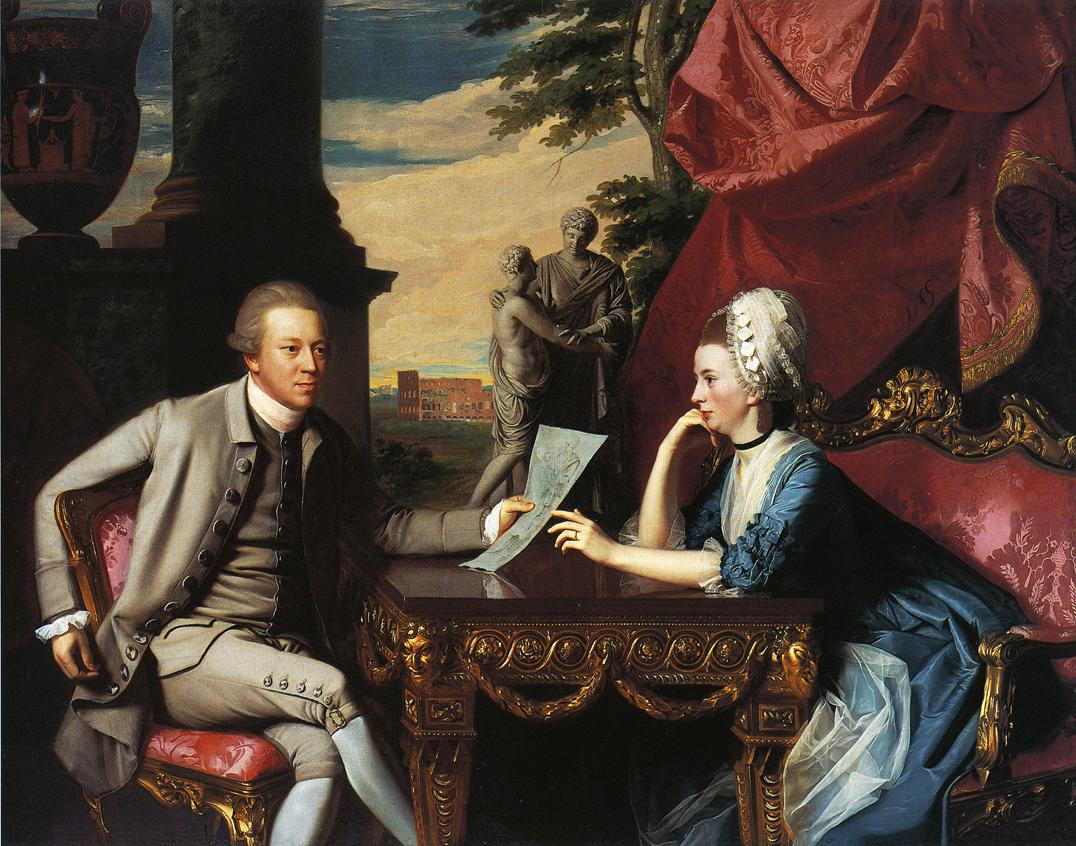
السيد والسيدة رالف إيزارد (1775)
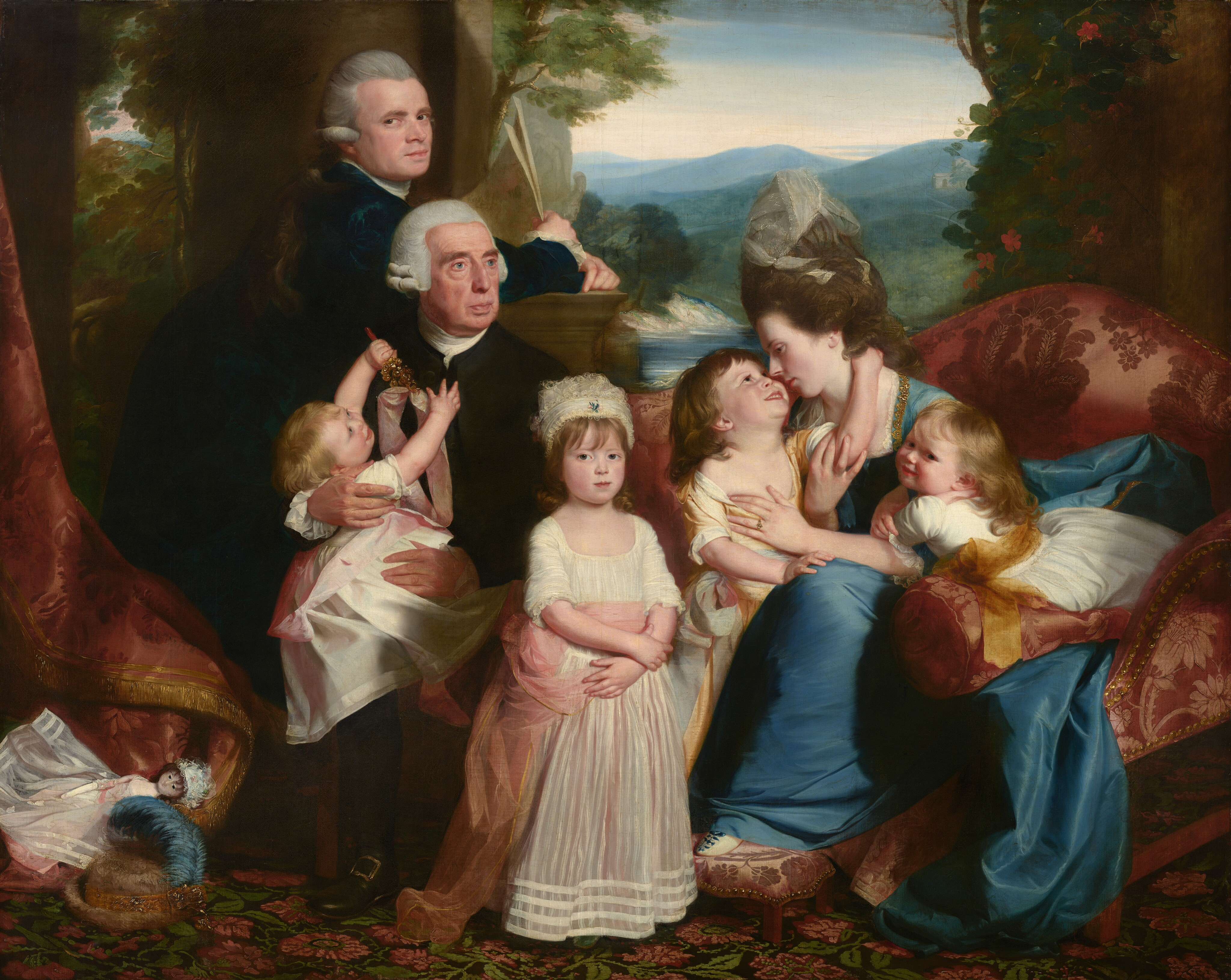
صورة عائلة كوبلي (1776)
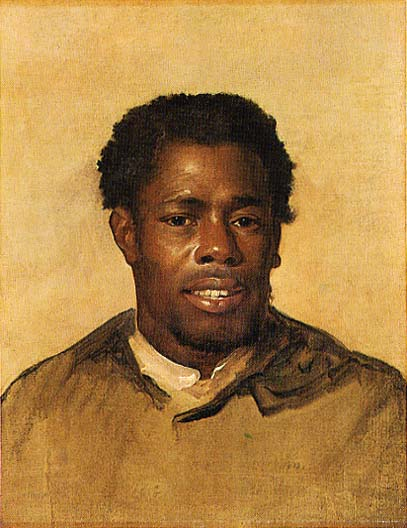
رأس زنجي (c.1777)
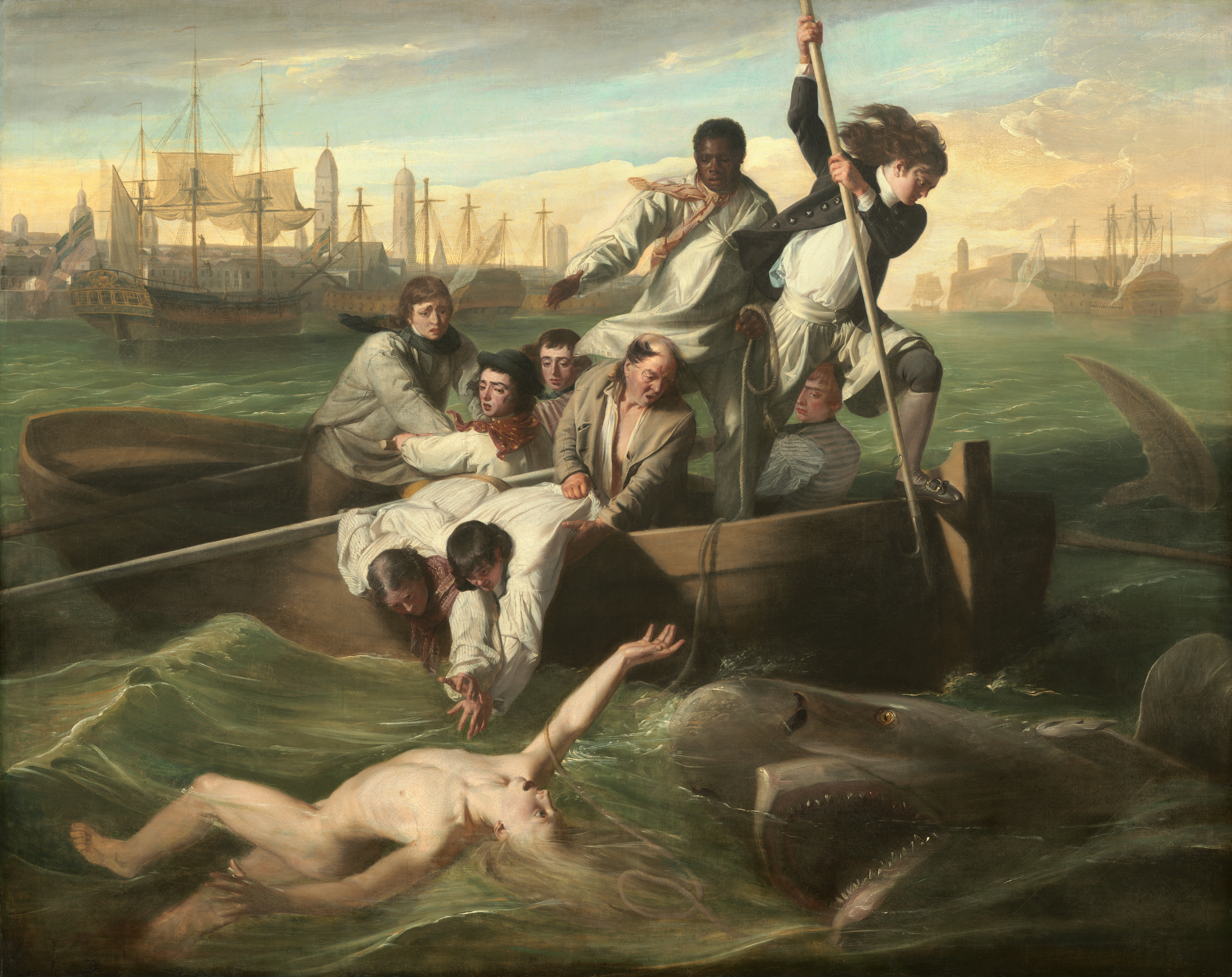
واتسون والقرش (1778)
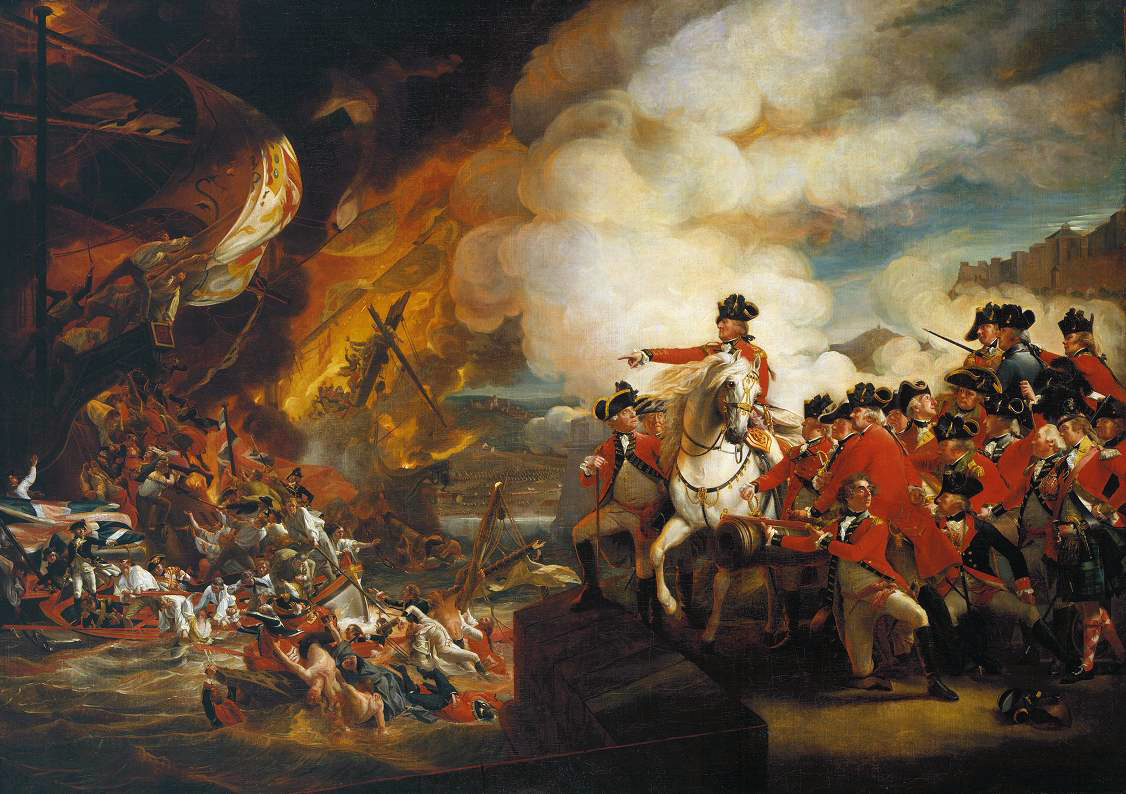
هزيمة السفن في جبل طارق، سبتمبر 1782
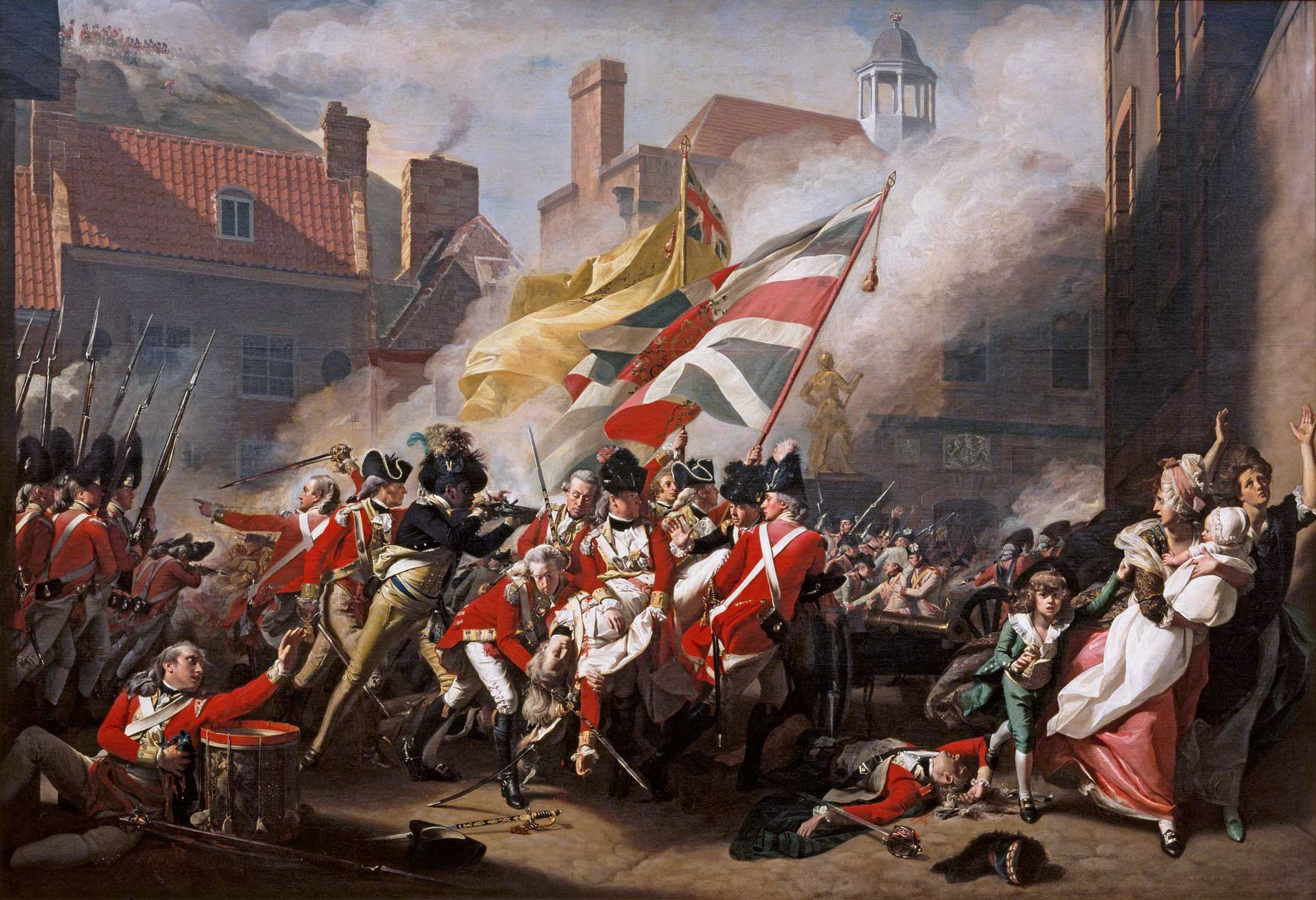
موت الجنرال بيرسون (1784)
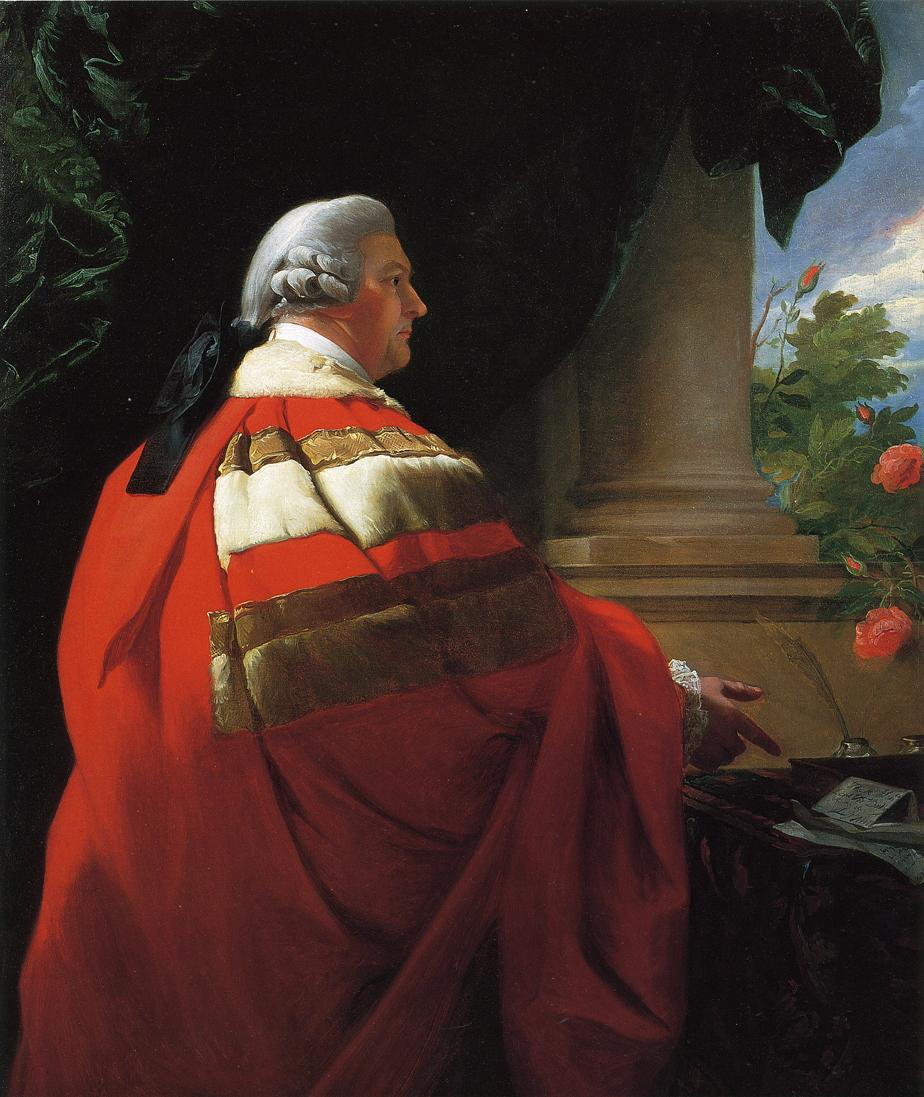
جون الفيسكونت الثاني دادلي ووارد (1782–1803)

## قراءات أخرى
- حياة جون سينغلتون كوبلي Life of J. S. Copleyبقلم أغسطس ثورندايك بيركينز (1873).
- حياة جون سينغلتون كوبلي Life of J. S. Copleyبقلم السيدة مارثا أموري (1882).

## روابط خارجية
- جون سينغلتون كوبلي على موقع الموسوعة البريطانية (الإنجليزية)
- جون سينغلتون كوبلي على موقع إن إن دي بي (الإنجليزية)